# Галбени (Николаје Балческу)
Галбени (рум. Galbeni) насеље је у Румунији у округу Бакау у општини Николаје Балческу. Oпштина се налази на надморској висини од 136 m.

## Становништво
Према подацима из 2002. године у насељу је живело 1291 становника.

### Попис2002.
| Расподела становништва по националности 2002.‍ | Расподела становништва по националности 2002.‍ | Расподела становништва по националности 2002.‍ | Расподела становништва по националности 2002.‍ | Расподела становништва по националности 2002.‍ |
| --------------------------------------------- | --------------------------------------------- | --------------------------------------------- | --------------------------------------------- | --------------------------------------------- |
|                                               |                                               |                                               |                                               |                                               |
| Румуни                                        | Румуни                                        |                                               | 1.285                                         | 99,5%                                         |
| Мађари                                        | Мађари                                        |                                               | 6                                             | 0,5%                                          |